# Davide Torosantucci
Davide Torosantucci (Lanciano, 3 novembre 1981) è un ex ciclista su strada italiano, professionista dal 2005 al 2011.

## Carriera
Nei professionisti dal 1º luglio 2005, nel 2011, dopo due stagioni con il team Centri della Calzatura, ha corso per la D'Angelo & Antenucci-Nippo. Nel corso della sua carriera ha vinto il GP di Gemenc nel 2008 e il Tour de Serbie nel 2009. È tornato alla vittoria nel 2011, aggiudicandosi una tappa al Tour of South Africa.

## Palmarès
- 2005 (Team Universal Caffè, tre vittorie)

Trofeo Tosco-Umbro
Trofeo Internazionale Bastianelli
Giro Ciclistico del Cigno
Gara Ciclistica Milionaria
- 2008 (Katay Cycling Team, due vittorie)

1ª tappa Grand Prix Cycliste de Gemenc
Classifica generale Grand Prix Cycliste de Gemenc
- 2009 (CDC-Cavaliere, una vittoria)

Classifica generale Tour de Serbie
- 2011 (D'Angelo & Antenucci-Nippo, una vittoria)

4ª tappa Tour of South Africa (George)

## Piazzamenti

### Competizioni mondiali
- Campionati del mondo

Hamilton 2003 - In linea Under-23: 42º